# Deed of Gift
Il Deed of Gift (letteralmente Atto di Donazione) è la fonte giuridica primaria che definisce il regolamento dell'America's Cup. Esso ha ad oggetto le norme per lanciare una sfida alla Coppa America e le regole di condotta delle regate. L'attuale versione del Deed of Gift è la terza, figlia di altrettante revisioni. Il documento originale venne scritto nel 1852 e inoltrato al New York Yacht Club nel 1857.

## Storia
La versione originale del Deed of Gift rappresenta l'atto attraverso il quale George L. Schulyer, ultimo sopravvissuto tra i finanziatori dello yacht America, donò la prima America's Cup (vinta dallo yacht sopracitato) al New York Yacht Club nel 1857.  
(George L. Schulyer)
Dopo la Coppa del 1881 il documento venne modificato per scoraggiare la partecipazione del canadese Alexander Cuthbert, il cui yacht Atalanta aveva dimostrato scarse prestazioni. 
Nel 1887 l'imbarcazione del challenger risultò parecchio più lunga di quanto affermato inizialmente. Il New York Yacht Club riuscì comunque a difendere la Coppa ma colse l'occasione per una nuova modifica del regolamento. Il Deed of Gift divenne molto più rigoroso e stringente, a spese dei futuri challenger. 
Dopo la seconda guerra mondiale vennero apportate modifiche minori per permettere l'utilizzo di imbarcazioni 12 metri.
Nel 1985 venne apportata un'ulteriore modifica per permettere lo svolgimento delle regate d'estate nell'emisfero meridionale.

## Nozioni giuridiche e controversie
Il Deed of Gift è un negozio fiduciario registrato presso la Corte Suprema di New York. Questa è l'organo giurisdizionale competente per l'interpretazione dell'atto e la risoluzione delle controversie che possono sorgere intorno a esso.
La formulazione dell'atto è relativamente semplice ma scritta nel linguaggio, nello stile e nella terminologia di più di 150 anni fa; ciò ha portato all'insorgere di dispute riguardo alla reale volontà del donatore o al significato di particolari frasi o parole. 
Ci sono stati due casi che hanno visto l'intervento della Corte d'Appello di New York:

### America's Cup 1988
Il primo di essi nell'ambito della sfida alla ventottesima America's Cup vide contrapporsi i neozelandesi del Mercury Bay Boating Club, challenger, e il San Diego Yacht Club riguardo alla validità della sfida stessa lanciata dai kiwi e alla conformità dell'imbarcazione del defender (un catamarano) con il Deed of Gift. La Corte dichiarò valida sia la sfida sia l'imbarcazione del defender. 

### America's Cup 2010
Il secondo intervento della corte newyorkese ebbe ad oggetto il caso portato avanti dal Golden Gate Yacht Club il quale sosteneva l'illegittimità del challenger of record (il Club Náutico Español de Vela) accettato dalla Société nautique de Genève. La Corte diede ragione agli americani ma questo fu solo il preludio di una serie di dispute che caratterizzarono il triennio tra la 32ª e la 33ª Coppa America.